# Brant Bailey
Brant Bailey (* 20. Juli 1977 in Wisconsin Dells) ist ein ehemaliger US-amerikanischer Basketballspieler, der als Profi bei mehreren Vereinen in Europa unter Vertrag stand, darunter Düsseldorf Giants und Bayer Leverkusen in der deutschen Basketball-Bundesliga.

## Karriere
Baileys spielte von 1996 bis 2000 an der University of Wisconsin–Stevens Point in der dritten NCAA-Division. Er erzielte in dieser Zeit 1506 Punkte und lag damit bei seinem Abschied von der Hochschule auf dem fünften Rang der ewigen Korbjägerliste der Mannschaft. Im Anschluss an das Spieljahr 1999/2000 wurde er in die Mannschaft des Jahres der NCAA 3 gewählt und als Spieler des Jahres der Conference WIAC ausgezeichnet. 2013 fand der 2,02 Meter große Flügelspieler Aufnahme in die Ruhmeshalle der University of Wisconsin-Stevens Point.
Er schlug eine Profilaufbahn ein, spielte von 2000 bis 2002 beim britischen Verein Birmingham Bullets, gefolgt von Stationen in Polen, den Niederlanden und Belgien. In der Saison 2004/05 war er wieder in seinem Heimatland tätig und trug die Farben der Rockford Lightning in der Liga CBA. Bailey stand in den nachfolgenden Jahren bei Vereinen in Venezuela, Neuseeland und erneut Polen unter Vertrag, ab Februar 2006 stand er wieder in Diensten der Rockford Lightning.
In der Saison 2006/07 wechselte der für seinen Trainingsfleiß bekannte Bailey zum Bundesligisten Bayer Leverkusen. Dort erzielte er in insgesamt 20 Einsätzen durchschnittlich 5,9 Punkte und sicherte seiner Mannschaft zudem 2,2 Rebounds. Im Oktober 2007 verlängerte er seinen Vertrag um ein Jahr. In der Saison 2007/08 steigerte er seine Ausbeute deutlich und erzielte in 36 Bundesliga-Spielen für die Rheinländer im Schnitt 12,9 Punkte. Als nacheinander erst Nate Fox und dann Eric Taylor entlassen wurden, ging Baileys Stern im Playoff-Viertelfinale gegen die Skyliners Frankfurt endgültig auf. Er erzielte 18,2 Punkte je Begegnung und hielt so die Leverkusener Mannschaft im Kampf um die nächste Runde im Rennen. Die Leverkusener schieden jedoch nach fünf Spielen (2:3 für Frankfurt) aus. Nachdem die Bayer-Mannschaft ihren Umzug nach Düsseldorf bekanntgegeben hatte, folgte er dem Ruf seines Trainers Achim Kuczmann und wechselte zu den neuentstandenen Düsseldorf Giants. In der Saison 2008/09 kam Bailey in 30 Spielen auf durchschnittlich 11,6 Punkte pro Begegnung und sicherte sich 4 Rebounds je Spiel. Die Düsseldorfer sicherten sich in ihrer ersten Spielzeit in der Basketball-Bundesliga den Ligaverbleib, Bailey verlängerte seinen Vertrag um ein Jahr. Die Spielrunde 2009/10 war für Bailey dann alles andere als erfolgreich. Er verletzte sich und bestritt nur 24 Spiele (10,4 Punkte pro Spiel). Die Düsseldorf Giants stiegen am Ende der Saison sportlich in die zweite Liga ab und hielten nur über eine Wildcard die Klasse. Die Bundesligazeit von Bailey endete mit dieser Spielrunde nach insgesamt 110 Bundesligaspielen.
Es zog ihn in die erste finnische Liga, wo er im Spieljahr 2010/11 bei Lappeenranta NMKY unter Vertrag stand, ehe er 2011 innerhalb derselben Spielklasse zu Tampereen Pyrintö wechselte. Im November 2011 folgte die nächste Veränderung: Er schloss sich Namika Lahti (ebenfalls finnischer Erstligist) an.
Im November 2012 wurde Bailey mit inzwischen 35 Jahren von den Reno Bighorns im Draft-Verfahren der NBA Development League (fünfte Runde an fünfter Stelle) ausgewählt. Drei Wochen später wurde er von den Verantwortlichen des Vereins bereits wieder entlassen. Er ging im November 2012 kanadische Liga NBL und spielte bei den Halifax Rainmen. Er kam dort in 11 Begegnungen (7,2 Punkte je Begegnung) zum Einsatz. Im Januar 2013 wurde er aus dem Kader gestrichen.
Im Sommer 2013 beendete Bailey seine Profikarriere und war danach zeitweilig als Assistenztrainer an der University of Wisconsin–Stevens Point tätig. Anschließend arbeitete er als Fitnesstrainer und Gesundheitsberater.